# Catoblemma acrosticha
Catoblemma acrosticha là một loài bướm đêm trong họ Erebidae.